# 이롱두 무사부킹
이롱두 무사부킹(프랑스어: Yrondu Musavu-King, 1992년 1월 8일 ~ )은 가봉의 축구 선수로, 인도 슈퍼리그 클럽 벵갈루루와 가봉 국가대표팀에서 마지막으로 수비수로 활약했다. 그는 가봉의 정치인 오귀스탱 무사부킹의 아들이다.

## 구단 경력
리브르빌에서 태어난 무사부킹은 1994년 단 두 살 때 프랑스로 이주했다. 2007년에는 SC 에호빌르와 USON 몽드빌을 대표한 후 SM 캉의 유소년 팀에 합류했다.
이미 리저브 팀에서 활약한 무사부킹은 2012년 11월 17일, 3-1로 이긴 US 브레테유와의 쿠프 드 프랑스 원정 경기에서 1군 데뷔 전을 치렀다. 6일 후, 그는 리그 2 데뷔 전을 치렀고, 1-0으로 이긴 앙제 SCO와의 안방 경기에서 90분을 소화했다.
2013년 7월 1일, 무사부킹은 2015년까지 2시즌 더 계약을 연장했고, 8월 30일, ES 우제스 퐁 뒤 가르로 임대되었다. 2014년 여름, 임대에서 복귀한 후, 그는 리그 1의 주요 선수단에 포함되었다.
2014년 9월 28일, 0-0으로 비긴 RC 랑스와의 원정 경기를 시작으로 프로 데뷔 전을 치렀고, 10월 4일, 1-2로 패한 마르세유와의 안방 경기에서 프로 데뷔 첫 골을 기록했다.
2015년 7월 2일, 무사부킹은 라리가의 그라나다 CF와 5년 계약을 체결했다.
2016년 1월 28일, 무사부킹은 리그 1의 로리앙으로 시즌이 끝날 때까지 임대되었다.
2016년 7월, 무사부킹은 이탈리아 클럽 우디네세에 자유 이적했다. 2016년 8월 31일, 그는 프랑스 클럽 툴루즈로 시즌 임대되었다.
2019년 1월 프랑스 3부 리그의 불로뉴와 6개월 계약을 체결하고, 2019년 8월 리그 2의 르망에 입단하였다. 르망이 강등된 후 2019-20 시즌을 끝으로 탈퇴하였다.
2021년 3월 10일, 무사부킹은 인도 슈퍼리그의 벵갈루루 FC에 입단했다. 2021년 7월 3일, 그는 2023년까지 클럽에 머물며 2년 더 계약을 연장했다. 그는 8월 15일 몰디브의 클럽 이글스와의 2021년 AFC컵 예선 플레이오프 경기에서 1-0으로 승리하며 클럽 데뷔 전을 치렀다. 그는 이후 ATK 모훈 바간, 바슌드하라 킹스, 마지야 S&RC와의 조별리그 3경기에 모두 출전했고, 11월 20일 노스이스트 유나이티드 FC와의 경기에서 4-2로 승리하며 ISL 데뷔 전을 치렀다.

## 국가대표팀 경력
무사부킹은 2013년 3월 23일, 0-1로 패한 콩고와의 2014년 FIFA 월드컵 예선 경기에서 가봉 국가대표팀 데뷔 전을 치렀다.